# جرمانيا سلافيكا

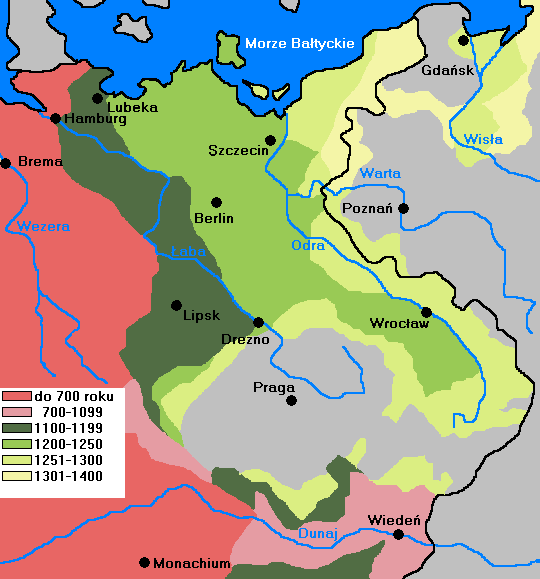
مراحل الاستيطان الألماني الشرقي بين عامي 700-1400، بحدود الإمبراطورية الرومانية المقدسة (اعتبارًا من 1348)

جرمانيا سلافيكا، هو مصطلح تاريخي يستخدم منذ الخمسينيات من القرن الماضي يشير إلى منطقة الحدود اللغوية في العصور الوسطى (شرق خط إلبه-زاله) بين الألمان والسلاف في أوروبا الوسطى من جهة ومجموعة العمل العلمية في القرن العشرين. لبحث الظروف في هذا المجال خلال العصور الوسطى العليا من جهة أخرى.
يقسم المؤرخ كلاوس زرناك جرمانيا سلافيكا إلى: 
- جرمانيا سلافيكا الأولى بين نهري إلبه وزاله في الغرب ونهر أودر في الشرق، والتي شكلت جزءًا من الإمبراطوريات الفرنجة ثم الإمبراطورية الرومانية المقدسة كماركيزات
- جرمانيا سلافيكا الثانية شرق جرمانيا سلافيكا الأولى وغرب مملكة بولندا، وتضم دوقيات سيليزيا وبوميرانيا وبروسيا بالإضافة إلى نيومارك.

منذ أواخر الألفية الأولى بعد الميلاد، استقرت القبائل السلافية (يشار إليها مجتمعة باسم الونديون) في جرمانيا سلافيكا. خضعت المنطقة لتحولات اجتماعية كبيرة مرتبطة بتدفق المستوطنين من الغرب (خاصة الألمان) خلال التوسع الألماني الشرقي في العصور الوسطى العليا.
عن طريق القياس، يشير مصطلح بافاريا سلافيكا إلى منطقة الاتصال الألمانية السلافية في العصور الوسطى في شمال شرق بافاريا.

## وجهة النظر التاريخية
قدم فولفجانج هـ. فريتزه مصطلح جرمانيا سلافيكا كمصطلح بحثي في مصطلحات العصور الوسطى عندما تأسست مجموعة العمل متعددة التخصصات الخاصة به في عام 1976. تم استخدام هذا المصطلح لأول مرة من قبل والتر شليزنجر في عام 1961، كمثيل للمصطلح البحثي جرمانيا رومانا الذيصاغه تيودور فرينجز عام 1932. حددت جرمانيا رومانا، وفقًا لفرينجز، المساحات «التي تم فيها تحديد تطور اللغة الألمانية [...] من خلال تأثير الركائز الرومانية»، بشكل أساسي المناطق الواقعة غرب نهر الراين ونيكار وجنوب ألتموهل والدانوب (ليمز).
وفقًا لذلك، صاغ فريتز في عام 1980: بوصفناجرمانيا سلافيكا نشير إلى "منطقة المستوطنة الشرقية الألمانية في العصور الوسطى في المناطق المأهولة بالسكان السلافية شرق إلبه وزاله، بقدر ما تم إضفاء الطابع الألماني عليها لغويًا". عرّف والتر لاميرز: "المسافة بين الحدود الغربية للمستوطنة السلافية الدائمة إلى حد ما والحدود الشرقية للقبائل الألمانية الجديدة، كما كانت في القرنين التاسع عشر والعشرين. مئة عام. تم تحديد الحدود الغربية بفاغريا وفيندلاند وألتمارك، ثم إلبه وزاله والحدود الجنوبية من قبل فرانكونيا العليا وبالاتينات العليا (بافاريا سلافيكا).
فيما يتعلق بالحد الشرقي، وضعت الأبحاث البولندية المصطلح المضاد سلافيا جرمانيكا (Slavia Germanica) للمناقشة، بحيث تكون هناك تروس في مناطق بوميرانيان ولوساتيان وسيليزيا.
لا تتطابق الحدود الغربية والشرقية (المحددة من خلال انتشار اللغة) لجرمانيا سلافيكا في العصور الوسطى مع حدود الدولة الحديثة. نظرا لإمكانية الوصول إلى مختلف لقواعد البحث، ولكن، بناء على اقتراح من كلاوس زرناك، لأسباب عملية، تم التمييز بين جرمانيا سلافيكا الأولى وجرمانيا سلافيكا الثانية، مفصولتين بالأودر كحدود الدولة منذ عام 1945، على الرغم من أن المساحة التاريخية من بوميرانيا وليبوس تتقاطع مع أودر. تم مؤخرًا تقسيم جرمانيا سلافيكا الأولى إلى «شمالية» (مكلنبورغ-فوربومرن وبراندنبورغ) و «جنوبية» (ساكسونيا).
في نهاية المطاف، ومع ذلك، فإن جرمانيا سلافيكا كمنطقة اتصال ألمانية سلافية لا تتعلق في المقام الأول كمجال، بل تتعلق بموقع العمليات التاريخية، لذلك لا يتعلق الأمر بالتمثيل (من جانب واحد) للمستوطنة الألمانية الشرقية، بل يتعلق بتشكيل المنطقة بمشاركة السكان السلافيين (خاصة سلاف إلبه)، سواء في الفترة التي سبقت الهجرة الألمانية وخلال فترة التوسع في العصور الوسطى للبلاد.